# Босилеградски отряд
 Тази статия е за бойната формация, действала през Междусъюзническата война.  За отряда от НОВА вижте Босилеградски партизански отряд „Георги Раковски“.  
Босилеградският отряд е българско военно формирование, сформирано и действало из Краище по време на Междусъюзническата война.
Отрядът е формиран на 29 юни (12 юли нов стил) 1913 г. с цел да освободи Босилеград, завзет на предния ден с изненада от сърбите. В състава му влизат седем пехотни дружини, една нескорострелна батарея, два ескадрона и едно скорострелно турско отделение. С обходни действия през връх Църноок (планината Дукат) от юг и в съдействие с Трънския отряд от север отрядът (командван от полковник Александър Танев) изпълнява тази задача до 1 юли. На 3 юли той прогонва сръбския 10-и полк (Шумадийска дивизия II призив) оттатък Милевската планина и ликвидира заплахата за десния фланг на българската Пета армия, прикриваща направлението през Кюстендил за София.
Задачата на отряда е да се съсредоточи към с. Извор за обезпечаване десния фланг и тила на пета армия, като прегради направлението към Кюстендил и Радомир от евентуални действия на сръбските войски.
Между 5 и 7 юли Босилеградският отряд участва в неуспешната офанзива през хребетите Панджин гроб и Букова глава към долината на Българска Морава.